# Транспорт Багамських Островів
Транспорт Багамських Островів представлений автомобільним , повітряним , водним (морським) , у населених пунктах  та у міжміському сполученні діє громадський транспорт пасажирських перевезень. Площа країни дорівнює 13 880 км² (161-ше місце у світі). Форма території країни — архіпелажна, видовжена з північного заходу на південний схід; максимальна дистанція (координатна) з півночі на південь — 725 км, зі сходу на захід — 675 км. Географічне положення Багамських Островів дозволяє контролювати морські транспортні шляхи між акваторіями північної частини Атлантики та Карибського моря (Навітряна протока), Мексиканської затоки (Флоридська протока); підходи до південного узбережжя США.

## Автомобільний
Загальна довжина автошляхів у Багамських Островах, станом на 2011 рік, дорівнює 2 700 км, з яких 1 620 км із твердим покриттям і 1 080 км без нього (171-ше місце у світі).

## Повітряний
У країні, станом на 2013 рік, діє 61 аеропорт (80-те місце у світі), з них 24 із твердим покриттям злітно-посадкових смуг і 37 із ґрунтовим. Аеропорти країни за довжиною злітно-посадкових смуг розподіляються наступним чином (у дужках окремо кількість без твердого покриття):
- довші за 10 тис. футів (>3047 м) — 2 (0);
- від 10 тис. до 8 тис. футів (3047-2438 м) — 2 (0);
- від 8 тис. до 5 тис. футів (2437—1524 м) — 13 (4);
- від 5 тис. до 3 тис. футів (1523—914 м) — 7 (16);
- коротші за 3 тис. футів (<914 м) — 0 (17)[1].

У країні, станом на 2015 рік, зареєстровано 4 авіапідприємства, які оперують 16 повітряними суднами. За 2015 рік загальний пасажирообіг на внутрішніх і міжнародних рейсах становив 587,5 тис. осіб. За 2015 рік повітряним транспортом було перевезено 172,7 млн тонно-кілометрів вантажів (без врахування багажу пасажирів).
У країні, станом на 2013 рік, споруджено і діє 1 гелікоптерний майданчик.
Багамські Острови є членом Міжнародної організації цивільної авіації (ICAO). Згідно зі статтею 20 Чиказької конвенції про міжнародну цивільну авіацію 1944 року, Міжнародна організація цивільної авіації для повітряних суден країни, станом на 2016 рік, закріпила реєстраційний префікс — C6, заснований на радіопозивних, виділених Міжнародним союзом електрозв'язку (ITU). Аеропорти Багамських Островів мають літерний код ІКАО, що починається з — MY.

## Водний

### Морський
Головні морські порти країни: Фріпорт, Нассау, Соус-Ріддін-Порт. Річний вантажообіг контейнерних терміналів (дані за 2011 рік): Фріпорт — 1,1 млн контейнерів (TEU). Причал для круїзних лайнерів у Нассау.
Морський торговий флот країни, станом на 2010 рік, складався з 1160 морських суден з тоннажем більшим за 1 тис. реєстрових тонн (GRT) кожне (10-те місце у світі), з яких: ліхтеровозів — 1, балкерів — 238, суховантажів — 170, інших вантажних суден — 2, танкерів для хімічної продукції — 87, нафторудовозів — 8, контейнеровозів — 57, газовозів — 71, пасажирських суден — 102, вантажно-пасажирських суден — 26, нафтових танкерів — 225, рефрижераторів — 97, ролкерів — 13, спеціалізованих танкерів — 2, автовозів — 61.
Станом на 2010 рік, кількість морських торгових суден, що ходять під прапором країни, але є власністю інших держав — 1069 (Анголи — 6, Австралії — 1, Бельгії — 6, Бермудських Островів — 15, Бразилії — 1, Канади — 96, Хорватії — 1, Кіпру — 23, Данії — 69, Фінляндії — 8, Франції — 15, Німеччини — 30, Греції — 225, Гернсі — 6, Гонконгу — 3, Індонезії — 2, Ірландії — 3, Італії — 1, Японії — 88, Йорданії — 2, Кувейту — 1, Малайзії — 13, Монако — 8, Чорногорії — 2, Нідерландів — 23, Нігерії — 2, Норвегії — 186, Польщі — 34, Саудівської Аравії — 16, Сінгапуру — 7, Південної Кореї — 1, Іспанії — 6, Швеції — 11, Швейцарії — 1, Таїланду — 4, Туреччини — 3, Об'єднаних Арабських Еміратів- 23, Великої Британії — 18, Сполучених Штатів Америки — 109); зареєстровані під прапорами інших країн — 6 (Панама).

## Державне управління
Держава здійснює управління транспортною інфраструктурою країни через міністерство транспорту і авіації. Станом на 23 вересня 2013 року міністерство в уряді Перрі Гледстоун Крісті очолювала Гленіс Ханна Мартін.

### Українською
- Атлас. 10-11 клас. Економічна і соціальна географія світу / упорядники :  О. Я. Скуратович, Н. І. Чанцева. — К. : ДНВП «Картографія», 2010. — ISBN 978-966-475-639-3.
- Атлас світу / голов. ред. І. С. Руденко ; зав. ред. В. В. Радченко ; відп. ред. О. В. Вакуленко. — К. : ДНВП «Картографія», 2005. — 336 с. — ISBN 9666315467.
- Безуглий В. В. Економічна і соціальна географія зарубіжних країн : Навчальний посібник. — К. : ВЦ «Академія», 2007. — 704 с. — ISBN 978-966-580-239-6.
- Безуглий В. В., Козинець С. В. Регіональна економічна і соціальна географія світу : Навчальний посібник. — видання 2-ге, доп., перероб. — К. : ВЦ «Академія», 2007. — 688 с. — ISBN 966-580-144-9.
- Головченко В., Кравчук О. Країнознавство: Азія, Африка, Латинська Америка, Австралія і Океанія. — К., 2006. — 335 с. — ISBN 966-8939-04-2.
- Дахно І. І. Країни світу: Енциклопедичний довідник / І. І. Дахно, С. М. Тимофієв. — К. : Мапа, 2011. — 606 с. — (Бібліотека нового українця) — ISBN 978-966-8804-23-6.
- Дахно І. І. Економічна географія зарубіжних країн : навчальний посібник. — К. : Центр учбової літератури, 2014. — 319 с. — ISBN 978-611-01-0682-5.
- Дорошенко В. І. Географія транспорту : Навчальний посібник / В. І. Дорошенко, К. Д. Діденко. — К. : Київський нац. ун-т ім. Т. Шевченка, 2010. — 183 с. — ISBN 978-966-439-329-1.
- Дубович І. А. Країнознавчий словник-довідник. — 5-те вид., перероб. і доп. — К. : Знання, 2008. — 839 с. — ISBN 978-966-346-330-8.
- Економічна і соціальна географія країн світу : Навчальний посібник / За ред. С. П. Кузика. — Л. : Світ, 2002. — 672 с. — ISBN 966-603-178-7.
- Зарубіжна транспортна географія : навчальний посібник / уклад. : Петрашевський О. Л. и др. — К. : Національний транспортний університет, 2015. — 95 с. — ISBN 978-966-632-227-5.
- Книш М. М., Мамчур О. І. Регіональна економічна і соціальна географія світу (Латинська Америка та Карибські країни, Африка, Азія, Океанія) : навч. посіб. — Л. : ЛНУ ім. Івана Франка, 2013. — 368 с. — ISBN 978-617-10-0007-0.
- Кузик С. П., Книш М. М. Економічна і соціальна географія країн Америки : навч. посіб. — Л. : ЛНУ ім. Івана Франка, 1999. — 299 с. — ISBN 966-613-026-2.
- Юрківський В. М. Регіональна економічна і соціальна географія. Зарубіжні країни : Підручник. — К. : Либідь, 2001. — 416 с. — ISBN 966-06-0092-5.

### Англійською
- (англ.) Modern Transport Geography / Hoyle, B. and R. Knowles (eds). — Second Edition,. — London : Wiley, 1998.
- (англ.) Rodrigue, J-P. The Geography of Transport Systems. — Fourth Edition. — N. Y. : Routledge, 2017. — 440 с. — ISBN 978-1138669574.
- (англ.) Taaffe E. J., Gauthier H. L. and O'Kelly M. E. Geography of transportation. — Second Edition. — N. Y. : Prentice Hall, 1996. — ISBN 0-13-368572-1.
- (англ.) Black, W. Transportation: A Geographical Analysis. — N. Y. : Guilford, 2003.

### Російською
- (рос.) Багамские Острова // Латинская Америка. Энциклопедический справочник [в 2-х тт.] / Главный редактор В. В. Вольский. — М. : Советская энциклопедия, 1979. — Т. 1. А-К. — С. 303.
- (рос.) Максаковский В. П. Географическая картина мира. Книга I: Общая характеристика мира. — М. : Дрофа, 2008. — 495 с. — ISBN 978-5-358-05275-8.
- (рос.) Максаковский В. П. Географическая картина мира. Книга II: Региональная характеристика мира. — М. : Дрофа, 2009. — 480 с. — ISBN 978-5-358-06280-1.
- (рос.) Физико-географический атлас мира. — М. : Академия наук СССР и главное управление геодезии и картографии ГГК СССР, 1964. — 298 с.
- (рос.) Шаповал Н. С. Транспортная география и транспортные системы мира : учебное пособие. — К. : Центр учбової літератури, 2006. — 188 с. — ISBN 000-0000-00-4.
- (рос.) Экономическая, социальная и политическая география мира. Регионы и страны / под ред. С. Б. Лаврова, Н. В. Каледина. — М. : Гардарики, 2002. — 928 с. — ISBN 5-8297-0039-5.
- (рос.) Энциклопедия стран мира / глав. ред. Н. А. Симония. — М. : НПО «Экономика» РАН, отделение общественных наук, 2004. — 1319 с. — ISBN 5-282-02318-0.